# Жутокљуни морски гњурац
Жутокљуни морски гњурац (лат. Gavia adamsii), највећи је члан породице морских гњураца. Одрасле јединке током гнежђења имају црну главу, бели доњи део тела и карирани црно-бели плашт. Негнездече перје је сивље, са брадом и предњим делом белим вратом. Његова главна одлика је дугачак сламнатожути кљун који, пошто је горњи део кљуна прав, делује благо подигнут нагоре.
Гнезди се на Арктику, а зимује углавном на мору дуж обала северног Тихог океана и северозападне Норвешке; понекад презими и на великим језерима у унутрашњости. Повремено лута знатно јужније од свог уобичајеног подручја зимовања и забележен је као луталица у више од 22 земље. Ова врста, као и сви морски гњурци, специјализована је за рибе, хватајући свој плен под водом. Његово оглашавање је језиво завијање, нижег тона од великог морског гњурца.

## Таксономија
Жутокљуног морског гњурца, први пут је описао енглески зоолог Џорџ Роберт Греј 1859. године на основу примерка покупљеног на Аљасци. Жутокљуни морски гњурац је монотипска врста, без подврсте упркос великом холарктчком ареалу. Уско је повезан са 
великим морским гњурцем, на кога јако подсећа по перју и понашању; неки таксономисти сматрају да су ове две врсте алопатрични облици исте надврсте. Сматра се да су обе врсте еволуирале из популације црногрлих морских гњураца које су колонизовале Неарктик и потом биле одсечене од других популација.
Име рода Gavia потиче од латинског за „sea mew“, како га је користио древни римски природњак Плиније Старији. Специфични епитет adamsii одаје почаст Едварду Адамсу, британском поморском хирургу и природњаку који је скицирао и сакупљао бројне врсте, укључујући и ову,  током неколико путовања на Арктик. Сматра се да реч „loon“ потиче од шведске речи lom, старонордијске или исландске речи lómr или старохоландске речи loen, што све значи „хром“ или „неспретан“, и вероватна је референца на тешкоће које сви морски гњурци имају при кретању по копну. „Ронилац“ се односи на подводни начин лова на плен код ове породице, док се „жутокљуни“ и „белокљуни“ односе на карактеристично бледи кљун ове птице.

## Опис
Са дужином од 76-97 цм, распоном крила од 135-160 цм и тежином у распону од 4-6,4 кг, жутокљуни морски гњурац је највећи члан породице морских гњураца. Одрасла јединка примарно црно-беле боје у гнездећем перју, са љубичастим сјајем на глави и врату.

## Станиште и ареал
Жутокљуни морски гњурац је арктичка врста, која се гнезди првенствено дуж обала Арктичког океана све до 78° северне географске ширине, а зимује на заштићеним приобалним водама северног Тихог океана и северозападне обале Норвешке. Забележена је као птица гнездилица у Русији, Канади и Сједињеним Државама. Иако зимује првенствено северно од 50° северне географске ширине, њен зимски ареал се протеже на југ до 35° северне географске ширине код обале Јапана  и забележен је као луталица у више од 20 земаља, укључујући неке чак и на југу, попут Мексика  и Шпаније.

## Понашање

### Гнежђење
Као и други морски гњурци, формира дуготрајне парове. Иако преферира слатководне базене или језера у тундри, жутокљуни морски гњурац се такође гнезди дуж река, естуара или обале у ниским деловима Арктика; генерално, избегава шумовита подручја. Гнежђење обично почиње почетком јуна, мада зависи од времена пролећног отапања снега. Као и сви чланови породице морских гњураца, жутокљуни морски гњурац гради гнездо од биљног материјала веома близу ивице воде. Копулација се одвија на копну, без икаквог посебног удварања. Пар интензивно брани своју велику територију од уљеза, али касније током сезоне гнежђења може се удружити са другим птицама на добрим местима за риболов.
Женка полаже два јаја димензија 89 мм x 55 mm. Јаја су јако овална, светло љубичасто-смеђе боје са тамнијим мрљама. Ова боја се камуфлира са земљом и вегетацијом у близини које се ова птица гнезди. Међутим, већину времена јаје није видљиво због инкубације, која траје око 27 до 29 дана.

### Храњење
Жутокљуни морски гњурац је специјалиста за рибу, али једе и ракове, мекушце и чланковите црве, посебно за своје младе. Рони у потрази за пленом, који бива ухваћен под водом. Вероватно као начин да се избегне ширење паразита, врши нужду на обали, близу језера за гнежђење.

## Статус и претње
Међународна унија за заштиту природе (IUCN) је 2010. године променила статус жутокљуног морског гњурца са најмање угрожени таксон на скоро угрожени таксон, јер се чини да се популација ове врсте „умерено брзо“ смањује. Неодржив ниво жетве за животне потребе од стране аутохтоних народа је посебно наведен као главна претња.
Жутокљуни морски гњурац је једна од врста на које се примењује Споразум о очувању афричко-евроазијских птица селица водених станишта (AEWA);  у Америци је заштићена Законом о споразуму о птицама селицама из 1918. године.
Жутокљуни морски гњурац је посебно рањив због своје ниске плодности и суочава се са многим претњама везаним за своје станиште. Жутокљуни морски гњурац живе у подручјима са великим, дубоким језерима, а та окружења су угрожена због високе стопе људске интеракције, попут бушења нафте, и загревања климе њихових природних станишта. Често се гнезде у близини опреме за бушење нафте, што представља низ проблема у вези са повредама и изложеношћу сировој нафти. Загревање климе их тера да напуштају своја гнезда у потрази за хладнијим подручјима, остављајући своја гнезда, јаја и младунце изложеним предаторима. Такође су веома територијалне птице и често се суочавају са повредама које могу довести до смрти у борби са другим организмима.